# Toiture élastomère
 (mars 2025).
 (mars 2025).
 (mars 2025).
- Si vous ne connaissez pas le sujet, laissez ce bandeau (vous pouvez alors contacter les auteurs).
- Si vous supprimez le contenu mis en cause (vous pouvez préalablement contacter les auteurs),

argumentez précisément cette suppression dans la page de discussion
(un manque de référence n'est pas un argument ; une recherche réelle de référence doit avoir été effectuée, être formellement documentée).
Une toiture élastomère, également appelée toiture en membrane élastomère, est un type de revêtement imperméable principalement utilisé pour les toitures plates ou à faible pente. Composée de bitume modifié avec des polymères élastomères (comme le SBS ou APP), cette membrane bicouche offre une excellente résistance aux intempéries, aux rayons UV et aux variations de température.

## Histoire et développement
Le développement des membranes élastomères remonte aux années 1960, en réponse aux limites des toitures en asphalte et gravier. Les fabricants ont intégré des polymères modifiés au bitume traditionnel pour améliorer l’élasticité, la durabilité et l’adhérence du revêtement. Aujourd’hui, les membranes élastomères sont largement utilisées dans le secteur résidentiel, commercial et industriel.

## Composition et types
Les toitures élastomères sont constituées de deux couches principales :
1. La couche de base (base sheet) : assure l’adhérence et l’imperméabilité initiale.
2. La couche de finition (cap sheet) : protège contre les UV, les intempéries et les impacts mécaniques.

On distingue deux principaux types de membranes élastomères :
- Membrane SBS (styrène-butadiène-styrène) : plus souple, elle s’adapte mieux aux variations climatiques et est souvent utilisée dans les régions froides.
- Membrane APP (polypropylène atactique) : plus rigide et résistante à la chaleur, elle convient aux climats chauds et aux surfaces exposées à de fortes températures.

## Méthodes d’installation
L’installation d’une toiture élastomère suit un procédé rigoureux pour assurer l’étanchéité et la durabilité du revêtement. Trois méthodes principales sont utilisées :
1. Collage à chaud : Application de bitume chaud entre les couches de membrane pour une adhésion optimale.
2. Fusion au chalumeau : Chauffage de la membrane au chalumeau propane pour la fixer à la surface du toit (méthode la plus courante).
3. Application autoadhésive : Utilisation d’une membrane pré-encollée, plus sécuritaire car elle ne nécessite pas de chalumeau.

## Avantages
Les membranes élastomères offrent plusieurs avantages par rapport aux autres types de revêtements de toiture :

### 1. Durabilité et longévité
- Durée de vie moyenne de 25 à 30 ans, voire plus avec un bon entretien[1].
- Résistance élevée aux déchirures, aux perforations et aux variations climatiques.

### 2. Étanchéité supérieure
- Haute imperméabilité, minimisant les risques d’infiltration d’eau[2].
- Adaptée aux toits plats où l’accumulation d’eau est fréquente.

### 3. Résistance aux UV et aux conditions climatiques extrêmes
- La membrane de finition réfléchit les rayons solaires, réduisant l’absorption de chaleur et prolongeant la durée de vie du revêtement.

### 4. Entretien minimal
- Nécessite peu d’entretien par rapport aux toitures en asphalte et gravier.
- Facilité de réparation en cas de dommages (réparation localisée sans remplacer toute la surface).

### 5. Écologique
- Peut être recyclée et certains produits sont conçus avec des matériaux recyclés.
- Disponible en version réflective blanche pour améliorer l’efficacité énergétique et réduire l’effet d’îlot de chaleur urbain[3].

## Inconvénients et limites
Malgré ses avantages, la toiture élastomère présente certaines contraintes :
- Coût initial élevé : Plus cher que les toitures traditionnelles en asphalte et gravier.
- Installation technique : Requiert des professionnels spécialisés, notamment pour la pose au chalumeau.
- Risque d’incendie : La fusion au chalumeau représente un danger lors de l’installation, nécessitant des précautions strictes[4].

## Comparaison avec d’autres types de toitures
| Type de toiture                   | Durée de vie | Coût moyen | Entretien | Résistance aux UV | Étanchéité |
| --------------------------------- | ------------ | ---------- | --------- | ----------------- | ---------- |
| Élastomère                        | 25-30 ans    | Élevé      | Faible    | Excellente        | Excellente |
| Asphalte & gravier                | 15-20 ans    | Moyen      | Moyen     | Moyenne           | Bonne      |
| EPDM (caoutchouc synthétique)     | 20-30 ans    | Moyen      | Faible    | Bonne             | Bonne      |
| TPO (polyoléfine thermoplastique) | 20-25 ans    | Moyen      | Faible    | Excellente        | Bonne      |

## Réglementation et normes
Les membranes élastomères doivent respecter plusieurs normes de sécurité et de performance :
- CSA A123.21 (Canada) : Norme canadienne régissant la résistance au vent des systèmes de toiture multicouches.
- ASTM D6163 & D6164 (États-Unis) : Spécifications des membranes élastomères en bitume modifié.
- LEED et ENERGY STAR : Certaines membranes réfléchissantes permettent d’obtenir des certifications pour la performance énergétique.

## Exemples d’utilisation
Les membranes élastomères sont utilisées dans divers secteurs :
- Toitures résidentielles : Particulièrement pour les toits plats de maisons modernes.
- Bâtiments commerciaux : Entreprises, entrepôts et bureaux en milieu urbain.
- Infrastructures industrielles : Hôpitaux, écoles et usines nécessitant un revêtement résistant et durable.